# دريس (جنس)
دِرِّيْس   هو جنس من النباتات البقولية الموجودة في جنوب شرق آسيا وجزر جنوب غرب المحيط الهادئ بما في ذلك غينيا الجديدة. تحتوي جذور الدريس الإهليلجي على مادة الروتنون التي تستعمل في إبادة الحشرات
أنواعه نباتات غذائية للعديد من يرقات حرشفيات الأجنحة.

## أنواع مختارة
من أنواعه:
- دريس منقعي
- دريس إهليلجي
- دريس صلب